# Pittsburg (Kansas)
Pittsburg – miasto położone w hrabstwie Crawford.